# Elecciones a las Juntas Generales del País Vasco de 1983
Las elecciones a las Juntas Generales del País Vasco de 1983 se celebraron el 8 de mayo de 1983, eligiéndose a los miembros de las Juntas Generales de Álava, de Guipúzcoa y de Vizcaya. 
A lo largo de la misma jornada, se celebraron también elecciones a la mayoría de los Parlamentos Autonómicos de España (con excepción de los parlamentos de Euskadi, Galicia, Cataluña y Andalucía); a los Cabildos Insulares canarios; a los Consejos Insulares de Baleares; y a los concejos de Navarra; así como las elecciones municipales.

## Candidatos
En la siguiente tabla se muestran los candidatos a las Juntas Generales del País Vasco, por parte de las formaciones políticas que contaban con representación antes de las elecciones:
| Territorio histórico y Diputado General en la anterior legislatura | Candidatos | Observaciones |
| ------------------------------------------------------------------ | --- | ------------- |
| Álava Emilio Guevara (EAJ-PNV)                                     | - EAJ-PNV: Juan María Ollora - PSE: - AP-PDP-UL: - HB: No presentó candidatura - EE: José María Salbidegoitia                     |               |
| Guipúzcoa Xabier Aizarna (EAJ-PNV)                                 | - EAJ-PNV: José Antonio Ardanza - PSE: Javier Gómez Piñeiro - HB: No presentó candidatura - EE: - AP-PDP-UL: José Clavero Peralta |               |
| Vizcaya José María Makua (EAJ-PNV)                                 | - EAJ-PNV: José María Makua - PSE: - HB: No presentó candidatura - AP-PDP-UL: - EE:                                               |               |

## Modificación de la ley electoral
El 7 de marzo de 1983, dos meses antes de la cita electoral, el Parlamento Vasco modificó el sistema electoral para las Juntas Generales. Esta modificación afectaba al mapa de circunscripciones electorales de cada Territorio Histórico, en el cual se trasladaba la referencia de los distritos electorales a las Comarcas de Vizcaya y Guipúzcoa; y a las Cuadrillas de Álava. Por otro lado se homogeneizaba el sistema de elección de los miembros en los tres territorios así como la fijación del mismo número de representantes a elegir en cada una de las Juntas Generales, que finalmente se determinó en 51 miembros:
Álava pasó de 18 a siete circunscripciones. Se abolieron las 18 Hermandades creadas en 1979, y en su lugar se adoptaron las Cuadrillas como circunscripciones electorales, concretamente estas Cuadrillas son Añana, Ayala,Campezo,Laguardia-Rioja Alavesa, Salvatierra, Vitoria y Zuya. Por otra parte, la elección de procuradores pasó a ser de elección directa al igual que Vizcaya y Guipúzcoa y no en función del número de concejales de cada partido como en 1979.
Guipúzcoa pasó de cuatro a siete circunscripciones. Las antiguas circunscripciones fijadas en 1979 estaban referenciadas en los antiguos partidos judiciales de Azpeitia, San Sebastián, Tolosa y Vergara. En 1983 se cambiaron los partidos judiciales por las comarcas como referencia para fijar los distritos electorales. Las Comarcas son Bidasoa-Oihartzun, Deba-Bekoa, Deba-Garaia,  Donostia, Goiherri, Tolosa y Urola. Por otro lado el número de junteros se redujo de 81 a 51.
Vizcaya pasó de cuatro a seis circunscripciones. Las antiguas circunscripciones fijadas en 1979 estaban referenciadas en los antiguos partidos judiciales de Bilbao, Durango, Guernica y Valmaseda. En 1983 se cambiaron los partidos judiciales por las comarcas como referencia para fijar los distritos electorales. Las Comarcas son Arratia-Ibaialdeak, Bilbo, Busturia-Markina, Durango, Enkarterriak y Uribe. Por otro lado el número de apoderados se redujo de 90 a 51.
| Modificación de las circunscripciones electorales                                                              |      | |      |
| 1979 | 1979 | 1983 | 1983 |
| Álava 57 procuradores (Repartidos en 18 Hermandades)                                                           |      | Álava 51 procuradores - Añana: 2 - Ayala: 13 - Campezo: 2 - Laguardia-Rioja Alavesa: 4 - Salvatierra: 3 - Vitoria: 25 - Zuya: 2    |      |
| Guipúzcoa 81 junteros - Azpeitia: 11 - San Sebastián: 38 - Tolosa: 13 - Vergara: 19                            |      | Guipúzcoa 51 junteros - Bidasoa-Oihartzun: 10 - Deba-Bekoa: 5 - Deba-Garaia: 6 - Donostia: 14 - Goiherri: 6 - Tolosa: 5 - Urola: 5 |      |
| Vizcaya 90 apoderados - Primera-Bilbao: 31 - Segunda-Guernica: 17 - Tercera-Durango: 17 - Cuarta-Valmaseda: 25 |      | Vizcaya 51 apoderados - Arratia-Ibaialdeak: 7 - Bilbo: 14 - Busturia-Markina: 5 - Durango: 5 - Enkarterriak: 12 - Uribe: 8         |      |

## Resultados electorales
Para optar al reparto de escaños en una circunscripción, la candidatura debe obtener al menos el 3% de los votos válidos emitidos en dicha circunscripción.
| ← Elecciones a las Juntas Generales del País Vasco de 1983 →                                                                                 | |                |         |        |         |     |
| Territorio histórico | Diputado general y gobierno | Partido        | Votos   | %      | Escaños | +/- |
| Álava 51 procuradores/as (-6)a - Añana: 2 - Ayala: 13 - Campezo: 2 - Laguardia-Rioja Alavesa: 4 - Salvatierra: 3 - Vitoria: 25 - Zuya: 2     | - Diputado general: Juan María Ollora (EAJ-PNV) - Gobierno: EAJ-PNV - Censo: 186.870 - Abstención: 61.828 (33,09 %) - Nulos: 1.793 (1,43 %) - En blanco: 920 (0,74 %)       | EAJ-PNV        | 45.657  | 37,39% | 23      | 3   |
| Álava 51 procuradores/as (-6)a - Añana: 2 - Ayala: 13 - Campezo: 2 - Laguardia-Rioja Alavesa: 4 - Salvatierra: 3 - Vitoria: 25 - Zuya: 2     | - Diputado general: Juan María Ollora (EAJ-PNV) - Gobierno: EAJ-PNV - Censo: 186.870 - Abstención: 61.828 (33,09 %) - Nulos: 1.793 (1,43 %) - En blanco: 920 (0,74 %)       | PSE            | 34.890  | 28,57% | 14      | 7   |
| Álava 51 procuradores/as (-6)a - Añana: 2 - Ayala: 13 - Campezo: 2 - Laguardia-Rioja Alavesa: 4 - Salvatierra: 3 - Vitoria: 25 - Zuya: 2     | - Diputado general: Juan María Ollora (EAJ-PNV) - Gobierno: EAJ-PNV - Censo: 186.870 - Abstención: 61.828 (33,09 %) - Nulos: 1.793 (1,43 %) - En blanco: 920 (0,74 %)       | AP-PDP-UL      | 19.147  | 15,68% | 9       | 9   |
| Álava 51 procuradores/as (-6)a - Añana: 2 - Ayala: 13 - Campezo: 2 - Laguardia-Rioja Alavesa: 4 - Salvatierra: 3 - Vitoria: 25 - Zuya: 2     | - Diputado general: Juan María Ollora (EAJ-PNV) - Gobierno: EAJ-PNV - Censo: 186.870 - Abstención: 61.828 (33,09 %) - Nulos: 1.793 (1,43 %) - En blanco: 920 (0,74 %)       | HB             | 10.872  | 8,9%   | 4       | 4   |
| Álava 51 procuradores/as (-6)a - Añana: 2 - Ayala: 13 - Campezo: 2 - Laguardia-Rioja Alavesa: 4 - Salvatierra: 3 - Vitoria: 25 - Zuya: 2     | - Diputado general: Juan María Ollora (EAJ-PNV) - Gobierno: EAJ-PNV - Censo: 186.870 - Abstención: 61.828 (33,09 %) - Nulos: 1.793 (1,43 %) - En blanco: 920 (0,74 %)       | EE             | 7.571   | 6,2%   | 1       | 1   |
| Álava 51 procuradores/as (-6)a - Añana: 2 - Ayala: 13 - Campezo: 2 - Laguardia-Rioja Alavesa: 4 - Salvatierra: 3 - Vitoria: 25 - Zuya: 2     | - Diputado general: Juan María Ollora (EAJ-PNV) - Gobierno: EAJ-PNV - Censo: 186.870 - Abstención: 61.828 (33,09 %) - Nulos: 1.793 (1,43 %) - En blanco: 920 (0,74 %)       | CDS            | 2.163   | 1,77%  | 0       | =   |
| Álava 51 procuradores/as (-6)a - Añana: 2 - Ayala: 13 - Campezo: 2 - Laguardia-Rioja Alavesa: 4 - Salvatierra: 3 - Vitoria: 25 - Zuya: 2     | - Diputado general: Juan María Ollora (EAJ-PNV) - Gobierno: EAJ-PNV - Censo: 186.870 - Abstención: 61.828 (33,09 %) - Nulos: 1.793 (1,43 %) - En blanco: 920 (0,74 %)       | PCE-EPK        | 1.070   | 0,88%  | 0       | =   |
| Álava 51 procuradores/as (-6)a - Añana: 2 - Ayala: 13 - Campezo: 2 - Laguardia-Rioja Alavesa: 4 - Salvatierra: 3 - Vitoria: 25 - Zuya: 2     | - Diputado general: Juan María Ollora (EAJ-PNV) - Gobierno: EAJ-PNV - Censo: 186.870 - Abstención: 61.828 (33,09 %) - Nulos: 1.793 (1,43 %) - En blanco: 920 (0,74 %)       | UCD            | ---     | ---    | ---     | 14  |
| Álava 51 procuradores/as (-6)a - Añana: 2 - Ayala: 13 - Campezo: 2 - Laguardia-Rioja Alavesa: 4 - Salvatierra: 3 - Vitoria: 25 - Zuya: 2     | - Diputado general: Juan María Ollora (EAJ-PNV) - Gobierno: EAJ-PNV - Censo: 186.870 - Abstención: 61.828 (33,09 %) - Nulos: 1.793 (1,43 %) - En blanco: 920 (0,74 %)       | Independientes | ---     | ---    | ---     | 10  |
| Guipúzcoa 51 junteros/as (-30)b - Bidasoa-Oihartzun: 10 - Deba-Bekoa: 5 - Deba-Garaia: 6 - Donostia: 14 - Goiherri: 6 - Tolosa: 5 - Urola: 5 | - Diputado general: José Antonio Ardanza (EAJ-PNV) - Gobierno: EAJ-PNV - Censo: 509.949 - Abstención: 316.769 (62,12 %) - Nulos: 3.999 (1,26 %) - En blanco: 2.373 (0,75 %) | EAJ-PNV        | 126.656 | 40,8%  | 25      | 8   |
| Guipúzcoa 51 junteros/as (-30)b - Bidasoa-Oihartzun: 10 - Deba-Bekoa: 5 - Deba-Garaia: 6 - Donostia: 14 - Goiherri: 6 - Tolosa: 5 - Urola: 5 | - Diputado general: José Antonio Ardanza (EAJ-PNV) - Gobierno: EAJ-PNV - Censo: 509.949 - Abstención: 316.769 (62,12 %) - Nulos: 3.999 (1,26 %) - En blanco: 2.373 (0,75 %) | PSE            | 71.583  | 23,06% | 12      | =   |
| Guipúzcoa 51 junteros/as (-30)b - Bidasoa-Oihartzun: 10 - Deba-Bekoa: 5 - Deba-Garaia: 6 - Donostia: 14 - Goiherri: 6 - Tolosa: 5 - Urola: 5 | - Diputado general: José Antonio Ardanza (EAJ-PNV) - Gobierno: EAJ-PNV - Censo: 509.949 - Abstención: 316.769 (62,12 %) - Nulos: 3.999 (1,26 %) - En blanco: 2.373 (0,75 %) | HB             | 60.027  | 19,34% | 10      | 9   |
| Guipúzcoa 51 junteros/as (-30)b - Bidasoa-Oihartzun: 10 - Deba-Bekoa: 5 - Deba-Garaia: 6 - Donostia: 14 - Goiherri: 6 - Tolosa: 5 - Urola: 5 | - Diputado general: José Antonio Ardanza (EAJ-PNV) - Gobierno: EAJ-PNV - Censo: 509.949 - Abstención: 316.769 (62,12 %) - Nulos: 3.999 (1,26 %) - En blanco: 2.373 (0,75 %) | EE             | 32.358  | 10,42% | 3       | 7   |
| Guipúzcoa 51 junteros/as (-30)b - Bidasoa-Oihartzun: 10 - Deba-Bekoa: 5 - Deba-Garaia: 6 - Donostia: 14 - Goiherri: 6 - Tolosa: 5 - Urola: 5 | - Diputado general: José Antonio Ardanza (EAJ-PNV) - Gobierno: EAJ-PNV - Censo: 509.949 - Abstención: 316.769 (62,12 %) - Nulos: 3.999 (1,26 %) - En blanco: 2.373 (0,75 %) | AP-PDP-UL      | 12.977  | 4,18%  | 1       | 1   |
| Guipúzcoa 51 junteros/as (-30)b - Bidasoa-Oihartzun: 10 - Deba-Bekoa: 5 - Deba-Garaia: 6 - Donostia: 14 - Goiherri: 6 - Tolosa: 5 - Urola: 5 | - Diputado general: José Antonio Ardanza (EAJ-PNV) - Gobierno: EAJ-PNV - Censo: 509.949 - Abstención: 316.769 (62,12 %) - Nulos: 3.999 (1,26 %) - En blanco: 2.373 (0,75 %) | PCE-EPK        | 5.139   | 1,66%  | 0       | =   |
| Guipúzcoa 51 junteros/as (-30)b - Bidasoa-Oihartzun: 10 - Deba-Bekoa: 5 - Deba-Garaia: 6 - Donostia: 14 - Goiherri: 6 - Tolosa: 5 - Urola: 5 | - Diputado general: José Antonio Ardanza (EAJ-PNV) - Gobierno: EAJ-PNV - Censo: 509.949 - Abstención: 316.769 (62,12 %) - Nulos: 3.999 (1,26 %) - En blanco: 2.373 (0,75 %) | CDS            | 1.012   | 0,33%  | 0       | =   |
| Guipúzcoa 51 junteros/as (-30)b - Bidasoa-Oihartzun: 10 - Deba-Bekoa: 5 - Deba-Garaia: 6 - Donostia: 14 - Goiherri: 6 - Tolosa: 5 - Urola: 5 | - Diputado general: José Antonio Ardanza (EAJ-PNV) - Gobierno: EAJ-PNV - Censo: 509.949 - Abstención: 316.769 (62,12 %) - Nulos: 3.999 (1,26 %) - En blanco: 2.373 (0,75 %) | UCD            | ---     | ---    | ---     | 3   |
| Vizcaya 51 apoderados/as (-39)c - Arratia-Ibaialdeak: 7 - Bilbo: 14 - Busturia-Markina: 5 - Durango: 5 - Enkarterriak: 12 - Uribe: 8         | - Diputado general: José María Makua (EAJ-PNV) - Gobierno: EAJ-PNV - Censo: 871.988 - Abstención: 300.268 (34,43 %) - Nulos: 6.785 (1,19 %) - En blanco: 2.711 (0,47 %)     | EAJ-PNV        | 223.572 | 39,77% | 26      | 14  |
| Vizcaya 51 apoderados/as (-39)c - Arratia-Ibaialdeak: 7 - Bilbo: 14 - Busturia-Markina: 5 - Durango: 5 - Enkarterriak: 12 - Uribe: 8         | - Diputado general: José María Makua (EAJ-PNV) - Gobierno: EAJ-PNV - Censo: 871.988 - Abstención: 300.268 (34,43 %) - Nulos: 6.785 (1,19 %) - En blanco: 2.711 (0,47 %)     | PSE            | 156.963 | 27,92% | 13      | =   |
| Vizcaya 51 apoderados/as (-39)c - Arratia-Ibaialdeak: 7 - Bilbo: 14 - Busturia-Markina: 5 - Durango: 5 - Enkarterriak: 12 - Uribe: 8         | - Diputado general: José María Makua (EAJ-PNV) - Gobierno: EAJ-PNV - Censo: 871.988 - Abstención: 300.268 (34,43 %) - Nulos: 6.785 (1,19 %) - En blanco: 2.711 (0,47 %)     | HB             | 71.582  | 12,73% | 6       | 13  |
| Vizcaya 51 apoderados/as (-39)c - Arratia-Ibaialdeak: 7 - Bilbo: 14 - Busturia-Markina: 5 - Durango: 5 - Enkarterriak: 12 - Uribe: 8         | - Diputado general: José María Makua (EAJ-PNV) - Gobierno: EAJ-PNV - Censo: 871.988 - Abstención: 300.268 (34,43 %) - Nulos: 6.785 (1,19 %) - En blanco: 2.711 (0,47 %)     | AP-PDP-UL      | 55.962  | 9,95%  | 4       | 4   |
| Vizcaya 51 apoderados/as (-39)c - Arratia-Ibaialdeak: 7 - Bilbo: 14 - Busturia-Markina: 5 - Durango: 5 - Enkarterriak: 12 - Uribe: 8         | - Diputado general: José María Makua (EAJ-PNV) - Gobierno: EAJ-PNV - Censo: 871.988 - Abstención: 300.268 (34,43 %) - Nulos: 6.785 (1,19 %) - En blanco: 2.711 (0,47 %)     | EE             | 39.229  | 6,98%  | 2       | 1   |
| Vizcaya 51 apoderados/as (-39)c - Arratia-Ibaialdeak: 7 - Bilbo: 14 - Busturia-Markina: 5 - Durango: 5 - Enkarterriak: 12 - Uribe: 8         | - Diputado general: José María Makua (EAJ-PNV) - Gobierno: EAJ-PNV - Censo: 871.988 - Abstención: 300.268 (34,43 %) - Nulos: 6.785 (1,19 %) - En blanco: 2.711 (0,47 %)     | PCE-EPK        | 14.181  | 2,52%  | 0       | 3   |
| Vizcaya 51 apoderados/as (-39)c - Arratia-Ibaialdeak: 7 - Bilbo: 14 - Busturia-Markina: 5 - Durango: 5 - Enkarterriak: 12 - Uribe: 8         | - Diputado general: José María Makua (EAJ-PNV) - Gobierno: EAJ-PNV - Censo: 871.988 - Abstención: 300.268 (34,43 %) - Nulos: 6.785 (1,19 %) - En blanco: 2.711 (0,47 %)     | UCD            | ---     | ---    | ---     | 11  |

a Seis procuradores menos respecto de 1979.

b 30 junteros menos respecto de 1979.

c 39 apoderados menos respecto de 1979.

## Resultados electorales por circunscripciones

### Álava
| ← Elecciones a las Juntas Generales de Álava de 1983 → | |           |        |        |              |
| Cuadrilla                                              | Censo | Partido   | Votos  | %      | Procuradores |
| Añana 2 procuradores                                   | - Censo: 4.769 - Votantes: 3.364 (70,54 %) - Abstención: 1.405 (29,46 %) - Nulos: 73 (2,17 %) - Válidos: 3.291 - Blancos: 48 (1,43 %) - A candidaturas: 3.243           | EAJ-PNV   | 1.438  | 44,34% | 1            |
| Añana 2 procuradores                                   | - Censo: 4.769 - Votantes: 3.364 (70,54 %) - Abstención: 1.405 (29,46 %) - Nulos: 73 (2,17 %) - Válidos: 3.291 - Blancos: 48 (1,43 %) - A candidaturas: 3.243           | AP-PDP-UL | 1.092  | 33,67% | 1            |
| Añana 2 procuradores                                   | - Censo: 4.769 - Votantes: 3.364 (70,54 %) - Abstención: 1.405 (29,46 %) - Nulos: 73 (2,17 %) - Válidos: 3.291 - Blancos: 48 (1,43 %) - A candidaturas: 3.243           | PSE       | 583    | 17,98% | 0            |
| Añana 2 procuradores                                   | - Censo: 4.769 - Votantes: 3.364 (70,54 %) - Abstención: 1.405 (29,46 %) - Nulos: 73 (2,17 %) - Válidos: 3.291 - Blancos: 48 (1,43 %) - A candidaturas: 3.243           | EE        | 130    | 4,01%  | 0            |
| Ayala 13 procuradores                                  | - Censo: 24.286 - Votantes: 16.822 (69,27 %) - Abstención: 7.464 (30,73 %) - Nulos: 197 (1,17 %) - Válidos: 16.625 - Blancos: 97 (0,58 %) - A candidaturas: 16.300      | EAJ-PNV   | 6.236  | 38,26% | 6            |
| Ayala 13 procuradores                                  | - Censo: 24.286 - Votantes: 16.822 (69,27 %) - Abstención: 7.464 (30,73 %) - Nulos: 197 (1,17 %) - Válidos: 16.625 - Blancos: 97 (0,58 %) - A candidaturas: 16.300      | PSE       | 3.137  | 19,25% | 3            |
| Ayala 13 procuradores                                  | - Censo: 24.286 - Votantes: 16.822 (69,27 %) - Abstención: 7.464 (30,73 %) - Nulos: 197 (1,17 %) - Válidos: 16.625 - Blancos: 97 (0,58 %) - A candidaturas: 16.300      | HB        | 3.011  | 18,47% | 2            |
| Ayala 13 procuradores                                  | - Censo: 24.286 - Votantes: 16.822 (69,27 %) - Abstención: 7.464 (30,73 %) - Nulos: 197 (1,17 %) - Válidos: 16.625 - Blancos: 97 (0,58 %) - A candidaturas: 16.300      | AP-PDP-UL | 2.350  | 14,42% | 2            |
| Ayala 13 procuradores                                  | - Censo: 24.286 - Votantes: 16.822 (69,27 %) - Abstención: 7.464 (30,73 %) - Nulos: 197 (1,17 %) - Válidos: 16.625 - Blancos: 97 (0,58 %) - A candidaturas: 16.300      | EE        | 825    | 5,06%  | 0            |
| Ayala 13 procuradores                                  | - Censo: 24.286 - Votantes: 16.822 (69,27 %) - Abstención: 7.464 (30,73 %) - Nulos: 197 (1,17 %) - Válidos: 16.625 - Blancos: 97 (0,58 %) - A candidaturas: 16.300      | AILL      | 741    | 4,55%  | 0            |
| Campezo 2 procuradores                                 | - Censo: 2.989 - Votantes: 2003 (67,01 %) - Abstención: 986 (32,99 %) - Nulos: 50 (2,5 %) - Válidos: 1.953 - Blancos: 13 (0,65 %) - A candidaturas: 1.940               | EAJ-PNV   | 948    | 48,87% | 1            |
| Campezo 2 procuradores                                 | - Censo: 2.989 - Votantes: 2003 (67,01 %) - Abstención: 986 (32,99 %) - Nulos: 50 (2,5 %) - Válidos: 1.953 - Blancos: 13 (0,65 %) - A candidaturas: 1.940               | AP-PDP-UL | 543    | 27,99% | 1            |
| Campezo 2 procuradores                                 | - Censo: 2.989 - Votantes: 2003 (67,01 %) - Abstención: 986 (32,99 %) - Nulos: 50 (2,5 %) - Válidos: 1.953 - Blancos: 13 (0,65 %) - A candidaturas: 1.940               | PSE       | 297    | 15,31% | 0            |
| Campezo 2 procuradores                                 | - Censo: 2.989 - Votantes: 2003 (67,01 %) - Abstención: 986 (32,99 %) - Nulos: 50 (2,5 %) - Válidos: 1.953 - Blancos: 13 (0,65 %) - A candidaturas: 1.940               | EE        | 152    | 7,84%  | 0            |
| Laguardia-Rioja Alavesa 4 procuradores                 | - Censo: 7.695 - Votantes: 6.192 (80,47 %) - Abstención: 1.503 (19,53 %) - Nulos: 100 (1,61 %) - Válidos: 6.092 - Blancos: 36 (0,58 %) - A candidaturas: 6.056          | EAJ-PNV   | 2.489  | 41,1%  | 2            |
| Laguardia-Rioja Alavesa 4 procuradores                 | - Censo: 7.695 - Votantes: 6.192 (80,47 %) - Abstención: 1.503 (19,53 %) - Nulos: 100 (1,61 %) - Válidos: 6.092 - Blancos: 36 (0,58 %) - A candidaturas: 6.056          | AP-PDP-UL | 1.958  | 32,33% | 1            |
| Laguardia-Rioja Alavesa 4 procuradores                 | - Censo: 7.695 - Votantes: 6.192 (80,47 %) - Abstención: 1.503 (19,53 %) - Nulos: 100 (1,61 %) - Válidos: 6.092 - Blancos: 36 (0,58 %) - A candidaturas: 6.056          | PSE       | 1.029  | 16,99% | 1            |
| Laguardia-Rioja Alavesa 4 procuradores                 | - Censo: 7.695 - Votantes: 6.192 (80,47 %) - Abstención: 1.503 (19,53 %) - Nulos: 100 (1,61 %) - Válidos: 6.092 - Blancos: 36 (0,58 %) - A candidaturas: 6.056          | HB        | 299    | 4,94%  | 0            |
| Laguardia-Rioja Alavesa 4 procuradores                 | - Censo: 7.695 - Votantes: 6.192 (80,47 %) - Abstención: 1.503 (19,53 %) - Nulos: 100 (1,61 %) - Válidos: 6.092 - Blancos: 36 (0,58 %) - A candidaturas: 6.056          | EE        | 281    | 4,64%  | 0            |
| Salvatierra 3 procuradores                             | - Censo: 7.013 - Votantes: 4.333 (61,79 %) - Abstención: 2.680 (38,21 %) - Nulos: 151 (3,48 %) - Válidos: 4.282 - Blancos: 194 (4,48 %) - A candidaturas: 3.988         | EAJ-PNV   | 2.448  | 61,38% | 2            |
| Salvatierra 3 procuradores                             | - Censo: 7.013 - Votantes: 4.333 (61,79 %) - Abstención: 2.680 (38,21 %) - Nulos: 151 (3,48 %) - Válidos: 4.282 - Blancos: 194 (4,48 %) - A candidaturas: 3.988         | PSE       | 824    | 20,66% | 1            |
| Salvatierra 3 procuradores                             | - Censo: 7.013 - Votantes: 4.333 (61,79 %) - Abstención: 2.680 (38,21 %) - Nulos: 151 (3,48 %) - Válidos: 4.282 - Blancos: 194 (4,48 %) - A candidaturas: 3.988         | EE        | 726    | 18,2%  | 0            |
| Vitoria 25 procuradores                                | - Censo: 135.666 - Votantes: 89.508 (65,98 %) - Abstención: 46.158 (34,02 %) - Nulos: 1.127 (1,26 %) - Válidos: 88.381 - Blancos: 381 (0,43 %) - A candidaturas: 88.000 | EAJ-PNV   | 30.033 | 34,13% | 9            |
| Vitoria 25 procuradores                                | - Censo: 135.666 - Votantes: 89.508 (65,98 %) - Abstención: 46.158 (34,02 %) - Nulos: 1.127 (1,26 %) - Válidos: 88.381 - Blancos: 381 (0,43 %) - A candidaturas: 88.000 | PSE       | 28.511 | 32,4%  | 9            |
| Vitoria 25 procuradores                                | - Censo: 135.666 - Votantes: 89.508 (65,98 %) - Abstención: 46.158 (34,02 %) - Nulos: 1.127 (1,26 %) - Válidos: 88.381 - Blancos: 381 (0,43 %) - A candidaturas: 88.000 | AP-PDP-UL | 13.204 | 15%    | 4            |
| Vitoria 25 procuradores                                | - Censo: 135.666 - Votantes: 89.508 (65,98 %) - Abstención: 46.158 (34,02 %) - Nulos: 1.127 (1,26 %) - Válidos: 88.381 - Blancos: 381 (0,43 %) - A candidaturas: 88.000 | HB        | 7.562  | 8,59%  | 2            |
| Vitoria 25 procuradores                                | - Censo: 135.666 - Votantes: 89.508 (65,98 %) - Abstención: 46.158 (34,02 %) - Nulos: 1.127 (1,26 %) - Válidos: 88.381 - Blancos: 381 (0,43 %) - A candidaturas: 88.000 | EE        | 5.457  | 6,2%   | 1            |
| Vitoria 25 procuradores                                | - Censo: 135.666 - Votantes: 89.508 (65,98 %) - Abstención: 46.158 (34,02 %) - Nulos: 1.127 (1,26 %) - Válidos: 88.381 - Blancos: 381 (0,43 %) - A candidaturas: 88.000 | CDS       | 2.163  | 2,46%  | 0            |
| Vitoria 25 procuradores                                | - Censo: 135.666 - Votantes: 89.508 (65,98 %) - Abstención: 46.158 (34,02 %) - Nulos: 1.127 (1,26 %) - Válidos: 88.381 - Blancos: 381 (0,43 %) - A candidaturas: 88.000 | PCE-EPK   | 1.070  | 1,22%  | 0            |
| Zuya 2 procuradores                                    | - Censo: 4.452 - Votantes: 2.820 (63,34 %) - Abstención: 1.632 (36,66 %) - Nulos: 95 (3,37 %) - Válidos: 2.725 - Blancos: 151 (5,35 %) - A candidaturas: 2.574          | EAJ-PNV   | 2.065  | 80,23% | 2            |
| Zuya 2 procuradores                                    | - Censo: 4.452 - Votantes: 2.820 (63,34 %) - Abstención: 1.632 (36,66 %) - Nulos: 95 (3,37 %) - Válidos: 2.725 - Blancos: 151 (5,35 %) - A candidaturas: 2.574          | PSE       | 509    | 19,77% | 0            |

### Guipúzcoa
| ← Elecciones a las Juntas Generales de Guipúzcoa de 1983 → | |           |        |        |          |
| Comarca                                                    | Censo | Partido   | Votos  | %      | Junteros |
| Bidasoa-Oihartzun 10 junteros                              | - Censo: 103.287 - Votantes: 63.230 (61,22 %) - Abstención: 40.057 (38,78 %) - Nulos: 780 (1,23 %) - Válidos: 62.450 - Blancos: 285 (0,45 %) - A candidaturas: 62.165 | PSE       | 20.496 | 32,97% | 4        |
| Bidasoa-Oihartzun 10 junteros                              | - Censo: 103.287 - Votantes: 63.230 (61,22 %) - Abstención: 40.057 (38,78 %) - Nulos: 780 (1,23 %) - Válidos: 62.450 - Blancos: 285 (0,45 %) - A candidaturas: 62.165 | EAJ-PNV   | 19.307 | 31,06% | 3        |
| Bidasoa-Oihartzun 10 junteros                              | - Censo: 103.287 - Votantes: 63.230 (61,22 %) - Abstención: 40.057 (38,78 %) - Nulos: 780 (1,23 %) - Válidos: 62.450 - Blancos: 285 (0,45 %) - A candidaturas: 62.165 | HB        | 11.665 | 18,76% | 2        |
| Bidasoa-Oihartzun 10 junteros                              | - Censo: 103.287 - Votantes: 63.230 (61,22 %) - Abstención: 40.057 (38,78 %) - Nulos: 780 (1,23 %) - Válidos: 62.450 - Blancos: 285 (0,45 %) - A candidaturas: 62.165 | EE        | 6.644  | 10,69% | 1        |
| Bidasoa-Oihartzun 10 junteros                              | - Censo: 103.287 - Votantes: 63.230 (61,22 %) - Abstención: 40.057 (38,78 %) - Nulos: 780 (1,23 %) - Válidos: 62.450 - Blancos: 285 (0,45 %) - A candidaturas: 62.165 | AP-PDP-UL | 3.106  | 5%     | 0        |
| Bidasoa-Oihartzun 10 junteros                              | - Censo: 103.287 - Votantes: 63.230 (61,22 %) - Abstención: 40.057 (38,78 %) - Nulos: 780 (1,23 %) - Válidos: 62.450 - Blancos: 285 (0,45 %) - A candidaturas: 62.165 | PCE-EKP   | 947    | 1,52%  | 0        |
| Deba Bekoa 5 junteros                                      | - Censo: 50.055 - Votantes: 31.824 (63,58 %) - Abstención: 18.231 (36,42 %) - Nulos: 553 (1,74 %) - Válidos: 31.271 - Blancos: 375 (1,18 %) - A candidaturas: 30.896  | EAJ-PNV   | 13.894 | 44,97% | 3        |
| Deba Bekoa 5 junteros                                      | - Censo: 50.055 - Votantes: 31.824 (63,58 %) - Abstención: 18.231 (36,42 %) - Nulos: 553 (1,74 %) - Válidos: 31.271 - Blancos: 375 (1,18 %) - A candidaturas: 30.896  | PSE       | 8.523  | 27,59% | 1        |
| Deba Bekoa 5 junteros                                      | - Censo: 50.055 - Votantes: 31.824 (63,58 %) - Abstención: 18.231 (36,42 %) - Nulos: 553 (1,74 %) - Válidos: 31.271 - Blancos: 375 (1,18 %) - A candidaturas: 30.896  | HB        | 5.202  | 16,84% | 1        |
| Deba Bekoa 5 junteros                                      | - Censo: 50.055 - Votantes: 31.824 (63,58 %) - Abstención: 18.231 (36,42 %) - Nulos: 553 (1,74 %) - Válidos: 31.271 - Blancos: 375 (1,18 %) - A candidaturas: 30.896  | EE        | 2.794  | 9,04%  | 0        |
| Deba Bekoa 5 junteros                                      | - Censo: 50.055 - Votantes: 31.824 (63,58 %) - Abstención: 18.231 (36,42 %) - Nulos: 553 (1,74 %) - Válidos: 31.271 - Blancos: 375 (1,18 %) - A candidaturas: 30.896  | PCE-EPK   | 483    | 1,56%  | 0        |
| Deba Garaia 6 junteros                                     | - Censo: 49.216 - Votantes: 33.088 (67,23 %) - Abstención: 16.128 (32,77 %) - Nulos: 479 (1,45 %) - Válidos: 32.609 - Blancos: 214 (0,65 %) - A candidaturas: 32.395  | EAJ-PNV   | 16.345 | 50,46% | 4        |
| Deba Garaia 6 junteros                                     | - Censo: 49.216 - Votantes: 33.088 (67,23 %) - Abstención: 16.128 (32,77 %) - Nulos: 479 (1,45 %) - Válidos: 32.609 - Blancos: 214 (0,65 %) - A candidaturas: 32.395  | HB        | 7.007  | 21,63% | 1        |
| Deba Garaia 6 junteros                                     | - Censo: 49.216 - Votantes: 33.088 (67,23 %) - Abstención: 16.128 (32,77 %) - Nulos: 479 (1,45 %) - Válidos: 32.609 - Blancos: 214 (0,65 %) - A candidaturas: 32.395  | PSE       | 5.380  | 16,61% | 1        |
| Deba Garaia 6 junteros                                     | - Censo: 49.216 - Votantes: 33.088 (67,23 %) - Abstención: 16.128 (32,77 %) - Nulos: 479 (1,45 %) - Válidos: 32.609 - Blancos: 214 (0,65 %) - A candidaturas: 32.395  | EE        | 2.680  | 8,27%  | 0        |
| Deba Garaia 6 junteros                                     | - Censo: 49.216 - Votantes: 33.088 (67,23 %) - Abstención: 16.128 (32,77 %) - Nulos: 479 (1,45 %) - Válidos: 32.609 - Blancos: 214 (0,65 %) - A candidaturas: 32.395  | LKI       | 645    | 1,99%  | 0        |
| Deba Garaia 6 junteros                                     | - Censo: 49.216 - Votantes: 33.088 (67,23 %) - Abstención: 16.128 (32,77 %) - Nulos: 479 (1,45 %) - Válidos: 32.609 - Blancos: 214 (0,65 %) - A candidaturas: 32.395  | PCE-EPK   | 338    | 1,04%  | 0        |
| Donostia 14 junteros                                       | - Censo: 165.343 - Votantes: 97.827 (59,17 %) - Abstención: 67.516 (40,83 %) - Nulos: 693 (0,71 %) - Válidos: 97.134 - Blancos: 402 (0,41 %) - A candidaturas: 96.732 | EAJ-PNV   | 32.873 | 33,98% | 5        |
| Donostia 14 junteros                                       | - Censo: 165.343 - Votantes: 97.827 (59,17 %) - Abstención: 67.516 (40,83 %) - Nulos: 693 (0,71 %) - Válidos: 97.134 - Blancos: 402 (0,41 %) - A candidaturas: 96.732 | PSE       | 23.832 | 24,64% | 4        |
| Donostia 14 junteros                                       | - Censo: 165.343 - Votantes: 97.827 (59,17 %) - Abstención: 67.516 (40,83 %) - Nulos: 693 (0,71 %) - Válidos: 97.134 - Blancos: 402 (0,41 %) - A candidaturas: 96.732 | HB        | 18.752 | 19,39% | 3        |
| Donostia 14 junteros                                       | - Censo: 165.343 - Votantes: 97.827 (59,17 %) - Abstención: 67.516 (40,83 %) - Nulos: 693 (0,71 %) - Válidos: 97.134 - Blancos: 402 (0,41 %) - A candidaturas: 96.732 | AP-PDP-UL | 9.871  | 10,2%  | 1        |
| Donostia 14 junteros                                       | - Censo: 165.343 - Votantes: 97.827 (59,17 %) - Abstención: 67.516 (40,83 %) - Nulos: 693 (0,71 %) - Válidos: 97.134 - Blancos: 402 (0,41 %) - A candidaturas: 96.732 | EE        | 9.137  | 9,45%  | 1        |
| Donostia 14 junteros                                       | - Censo: 165.343 - Votantes: 97.827 (59,17 %) - Abstención: 67.516 (40,83 %) - Nulos: 693 (0,71 %) - Válidos: 97.134 - Blancos: 402 (0,41 %) - A candidaturas: 96.732 | PCE-EPK   | 1.255  | 1,3%   | 0        |
| Donostia 14 junteros                                       | - Censo: 165.343 - Votantes: 97.827 (59,17 %) - Abstención: 67.516 (40,83 %) - Nulos: 693 (0,71 %) - Válidos: 97.134 - Blancos: 402 (0,41 %) - A candidaturas: 96.732 | CDS       | 1.012  | 1,05%  | 0        |
| Goiherri 6 junteros                                        | - Censo: 53.034 - Votantes: 35.681 (67,28 %) - Abstención: 17.353 (32,72 %) - Nulos: 445 (1,25 %) - Válidos: 35.236 - Blancos: 312 (0,87 %) - A candidaturas: 34.924  | EAJ-PNV   | 16.739 | 47,93% | 3        |
| Goiherri 6 junteros                                        | - Censo: 53.034 - Votantes: 35.681 (67,28 %) - Abstención: 17.353 (32,72 %) - Nulos: 445 (1,25 %) - Válidos: 35.236 - Blancos: 312 (0,87 %) - A candidaturas: 34.924  | HB        | 6.839  | 19,58% | 1        |
| Goiherri 6 junteros                                        | - Censo: 53.034 - Votantes: 35.681 (67,28 %) - Abstención: 17.353 (32,72 %) - Nulos: 445 (1,25 %) - Válidos: 35.236 - Blancos: 312 (0,87 %) - A candidaturas: 34.924  | PSE       | 5.539  | 15,86% | 1        |
| Goiherri 6 junteros                                        | - Censo: 53.034 - Votantes: 35.681 (67,28 %) - Abstención: 17.353 (32,72 %) - Nulos: 445 (1,25 %) - Válidos: 35.236 - Blancos: 312 (0,87 %) - A candidaturas: 34.924  | EE        | 4.321  | 12,37% | 1        |
| Goiherri 6 junteros                                        | - Censo: 53.034 - Votantes: 35.681 (67,28 %) - Abstención: 17.353 (32,72 %) - Nulos: 445 (1,25 %) - Válidos: 35.236 - Blancos: 312 (0,87 %) - A candidaturas: 34.924  | PCE-EPK   | 1.486  | 4,25%  | 0        |
| Tolosa 5 junteros                                          | - Censo: 43.896 - Votantes: 26.149 (59,57 %) - Abstención: 17.747 (40,43 %) - Nulos: 458 (1,75 %) - Válidos: 25.691 - Blancos: 395 (1,51 %) - A candidaturas: 25.296  | EAJ-PNV   | 10.966 | 43,35% | 3        |
| Tolosa 5 junteros                                          | - Censo: 43.896 - Votantes: 26.149 (59,57 %) - Abstención: 17.747 (40,43 %) - Nulos: 458 (1,75 %) - Válidos: 25.691 - Blancos: 395 (1,51 %) - A candidaturas: 25.296  | HB        | 5.869  | 23,2%  | 1        |
| Tolosa 5 junteros                                          | - Censo: 43.896 - Votantes: 26.149 (59,57 %) - Abstención: 17.747 (40,43 %) - Nulos: 458 (1,75 %) - Válidos: 25.691 - Blancos: 395 (1,51 %) - A candidaturas: 25.296  | PSE       | 4.416  | 17,46% | 1        |
| Tolosa 5 junteros                                          | - Censo: 43.896 - Votantes: 26.149 (59,57 %) - Abstención: 17.747 (40,43 %) - Nulos: 458 (1,75 %) - Válidos: 25.691 - Blancos: 395 (1,51 %) - A candidaturas: 25.296  | EE        | 3.647  | 14,42% | 0        |
| Tolosa 5 junteros                                          | - Censo: 43.896 - Votantes: 26.149 (59,57 %) - Abstención: 17.747 (40,43 %) - Nulos: 458 (1,75 %) - Válidos: 25.691 - Blancos: 395 (1,51 %) - A candidaturas: 25.296  | PCE-EPK   | 398    | 1,57%  | 0        |
| Urola 5 junteros                                           | - Censo: 45.118 - Votantes: 28.970 (64,21 %) - Abstención: 16.148 (35,79 %) - Nulos: 591 (2,04 %) - Válidos: 28.379 - Blancos: 390 (1,35 %) - A candidaturas: 27.989  | EAJ-PNV   | 16.532 | 59,07% | 4        |
| Urola 5 junteros                                           | - Censo: 45.118 - Votantes: 28.970 (64,21 %) - Abstención: 16.148 (35,79 %) - Nulos: 591 (2,04 %) - Válidos: 28.379 - Blancos: 390 (1,35 %) - A candidaturas: 27.989  | HB        | 4.693  | 16,77% | 1        |
| Urola 5 junteros                                           | - Censo: 45.118 - Votantes: 28.970 (64,21 %) - Abstención: 16.148 (35,79 %) - Nulos: 591 (2,04 %) - Válidos: 28.379 - Blancos: 390 (1,35 %) - A candidaturas: 27.989  | PSE       | 3.397  | 12,14% | 0        |
| Urola 5 junteros                                           | - Censo: 45.118 - Votantes: 28.970 (64,21 %) - Abstención: 16.148 (35,79 %) - Nulos: 591 (2,04 %) - Válidos: 28.379 - Blancos: 390 (1,35 %) - A candidaturas: 27.989  | EE        | 3.135  | 11,2%  | 0        |
| Urola 5 junteros                                           | - Censo: 45.118 - Votantes: 28.970 (64,21 %) - Abstención: 16.148 (35,79 %) - Nulos: 591 (2,04 %) - Válidos: 28.379 - Blancos: 390 (1,35 %) - A candidaturas: 27.989  | PCE-EPK   | 232    | 0,83%  | 0        |

### Vizcaya
| ← Elecciones a las Juntas Generales de Guipúzcoa de 1983 → | |           |        |        |            |
| Comarca                                                    | Censo | Partido   | Votos  | %      | Apoderados |
| Arratia-Ibaialdeak 7 apoderados                            | - Censo: 98.189 - Votantes: 66.301 (67,52 %) - Abstención: 31.888 (32,48 %) - Nulos: 820 (1,24 %) - Válidos: 65.481 - Blancos: 271 (0,41 %) - A candidaturas: 65.204       | EAJ-PNV   | 29.226 | 44,82% | 4          |
| Arratia-Ibaialdeak 7 apoderados                            | - Censo: 98.189 - Votantes: 66.301 (67,52 %) - Abstención: 31.888 (32,48 %) - Nulos: 820 (1,24 %) - Válidos: 65.481 - Blancos: 271 (0,41 %) - A candidaturas: 65.204       | PSE       | 16.656 | 25,54% | 2          |
| Arratia-Ibaialdeak 7 apoderados                            | - Censo: 98.189 - Votantes: 66.301 (67,52 %) - Abstención: 31.888 (32,48 %) - Nulos: 820 (1,24 %) - Válidos: 65.481 - Blancos: 271 (0,41 %) - A candidaturas: 65.204       | HB        | 10.168 | 15,59% | 1          |
| Arratia-Ibaialdeak 7 apoderados                            | - Censo: 98.189 - Votantes: 66.301 (67,52 %) - Abstención: 31.888 (32,48 %) - Nulos: 820 (1,24 %) - Válidos: 65.481 - Blancos: 271 (0,41 %) - A candidaturas: 65.204       | EE        | 3.531  | 5,42%  | 0          |
| Arratia-Ibaialdeak 7 apoderados                            | - Censo: 98.189 - Votantes: 66.301 (67,52 %) - Abstención: 31.888 (32,48 %) - Nulos: 820 (1,24 %) - Válidos: 65.481 - Blancos: 271 (0,41 %) - A candidaturas: 65.204       | AP-PDP-UL | 3.436  | 5,27%  | 0          |
| Arratia-Ibaialdeak 7 apoderados                            | - Censo: 98.189 - Votantes: 66.301 (67,52 %) - Abstención: 31.888 (32,48 %) - Nulos: 820 (1,24 %) - Válidos: 65.481 - Blancos: 271 (0,41 %) - A candidaturas: 65.204       | PCE-EKP   | 2.187  | 3,35%  | 0          |
| Bilbo 14 apoderados                                        | - Censo: 297.185 - Votantes: 186.482 (62,75 %) - Abstención: 110.703 (37,25 %) - Nulos: 2.053 (1,1 %) - Válidos: 184.429 - Blancos: 768 (0,41 %) - A candidaturas: 183.661 | EAJ-PNV   | 68.140 | 37,1%  | 6          |
| Bilbo 14 apoderados                                        | - Censo: 297.185 - Votantes: 186.482 (62,75 %) - Abstención: 110.703 (37,25 %) - Nulos: 2.053 (1,1 %) - Válidos: 184.429 - Blancos: 768 (0,41 %) - A candidaturas: 183.661 | PSE       | 52.675 | 28,68% | 4          |
| Bilbo 14 apoderados                                        | - Censo: 297.185 - Votantes: 186.482 (62,75 %) - Abstención: 110.703 (37,25 %) - Nulos: 2.053 (1,1 %) - Válidos: 184.429 - Blancos: 768 (0,41 %) - A candidaturas: 183.661 | AP-PDP-UL | 27.901 | 15,19% | 2          |
| Bilbo 14 apoderados                                        | - Censo: 297.185 - Votantes: 186.482 (62,75 %) - Abstención: 110.703 (37,25 %) - Nulos: 2.053 (1,1 %) - Válidos: 184.429 - Blancos: 768 (0,41 %) - A candidaturas: 183.661 | HB        | 18.520 | 10,08% | 1          |
| Bilbo 14 apoderados                                        | - Censo: 297.185 - Votantes: 186.482 (62,75 %) - Abstención: 110.703 (37,25 %) - Nulos: 2.053 (1,1 %) - Válidos: 184.429 - Blancos: 768 (0,41 %) - A candidaturas: 183.661 | EE        | 13.471 | 7,33%  | 1          |
| Bilbo 14 apoderados                                        | - Censo: 297.185 - Votantes: 186.482 (62,75 %) - Abstención: 110.703 (37,25 %) - Nulos: 2.053 (1,1 %) - Válidos: 184.429 - Blancos: 768 (0,41 %) - A candidaturas: 183.661 | PCE-EPK   | 2.954  | 1,61%  | 0          |
| Busturia-Markina 5 apoderados                              | - Censo: 55.992 - Votantes: 37.829 (67,56 %) - Abstención: 18.163 (32,44 %) - Nulos: 596 (1,58 %) - Válidos: 37.233 - Blancos: 160 (0,42 %) - A candidaturas: 37.073       | EAJ-PNV   | 23.094 | 62,29% | 4          |
| Busturia-Markina 5 apoderados                              | - Censo: 55.992 - Votantes: 37.829 (67,56 %) - Abstención: 18.163 (32,44 %) - Nulos: 596 (1,58 %) - Válidos: 37.233 - Blancos: 160 (0,42 %) - A candidaturas: 37.073       | HB        | 8.688  | 23,43% | 1          |
| Busturia-Markina 5 apoderados                              | - Censo: 55.992 - Votantes: 37.829 (67,56 %) - Abstención: 18.163 (32,44 %) - Nulos: 596 (1,58 %) - Válidos: 37.233 - Blancos: 160 (0,42 %) - A candidaturas: 37.073       | EE        | 2.657  | 7,17%  | 0          |
| Busturia-Markina 5 apoderados                              | - Censo: 55.992 - Votantes: 37.829 (67,56 %) - Abstención: 18.163 (32,44 %) - Nulos: 596 (1,58 %) - Válidos: 37.233 - Blancos: 160 (0,42 %) - A candidaturas: 37.073       | PSE       | 1.333  | 3,6%   | 0          |
| Busturia-Markina 5 apoderados                              | - Censo: 55.992 - Votantes: 37.829 (67,56 %) - Abstención: 18.163 (32,44 %) - Nulos: 596 (1,58 %) - Válidos: 37.233 - Blancos: 160 (0,42 %) - A candidaturas: 37.073       | AP-PDP-UL | 1.301  | 3,51%  | 0          |
| Durango 5 apoderados                                       | - Censo: 50.961 - Votantes: 34.686 (68,06 %) - Abstención: 16.275 (31,94 %) - Nulos: 449 (1,29 %) - Válidos: 34.237 - Blancos: 202 (0,58 %) - A candidaturas: 34.035       | EAJ-PNV   | 14.225 | 41,8%  | 3          |
| Durango 5 apoderados                                       | - Censo: 50.961 - Votantes: 34.686 (68,06 %) - Abstención: 16.275 (31,94 %) - Nulos: 449 (1,29 %) - Válidos: 34.237 - Blancos: 202 (0,58 %) - A candidaturas: 34.035       | PSE       | 8.709  | 25,59% | 1          |
| Durango 5 apoderados                                       | - Censo: 50.961 - Votantes: 34.686 (68,06 %) - Abstención: 16.275 (31,94 %) - Nulos: 449 (1,29 %) - Válidos: 34.237 - Blancos: 202 (0,58 %) - A candidaturas: 34.035       | HB        | 4.798  | 14,1%  | 1          |
| Durango 5 apoderados                                       | - Censo: 50.961 - Votantes: 34.686 (68,06 %) - Abstención: 16.275 (31,94 %) - Nulos: 449 (1,29 %) - Válidos: 34.237 - Blancos: 202 (0,58 %) - A candidaturas: 34.035       | AP-PDP-UL | 3.102  | 9,11%  | 0          |
| Durango 5 apoderados                                       | - Censo: 50.961 - Votantes: 34.686 (68,06 %) - Abstención: 16.275 (31,94 %) - Nulos: 449 (1,29 %) - Válidos: 34.237 - Blancos: 202 (0,58 %) - A candidaturas: 34.035       | EE        | 2.420  | 7,11%  | 0          |
| Durango 5 apoderados                                       | - Censo: 50.961 - Votantes: 34.686 (68,06 %) - Abstención: 16.275 (31,94 %) - Nulos: 449 (1,29 %) - Válidos: 34.237 - Blancos: 202 (0,58 %) - A candidaturas: 34.035       | PCE-EPK   | 781    | 2,29%  | 0          |
| Enkarterriak 12 apoderados                                 | - Censo: 249.008 - Votantes: 165.159 (66,33 %) - Abstención: 83.849 (33,67 %) - Nulos: 1.918 (1,16 %) - Válidos: 163.241 - Blancos: 928 (0,56 %) - A candidaturas: 162.308 | PSE       | 63.783 | 39,3%  | 5          |
| Enkarterriak 12 apoderados                                 | - Censo: 249.008 - Votantes: 165.159 (66,33 %) - Abstención: 83.849 (33,67 %) - Nulos: 1.918 (1,16 %) - Válidos: 163.241 - Blancos: 928 (0,56 %) - A candidaturas: 162.308 | EAJ-PNV   | 48.294 | 29,75% | 4          |
| Enkarterriak 12 apoderados                                 | - Censo: 249.008 - Votantes: 165.159 (66,33 %) - Abstención: 83.849 (33,67 %) - Nulos: 1.918 (1,16 %) - Válidos: 163.241 - Blancos: 928 (0,56 %) - A candidaturas: 162.308 | HB        | 18.964 | 11,68% | 1          |
| Enkarterriak 12 apoderados                                 | - Censo: 249.008 - Votantes: 165.159 (66,33 %) - Abstención: 83.849 (33,67 %) - Nulos: 1.918 (1,16 %) - Válidos: 163.241 - Blancos: 928 (0,56 %) - A candidaturas: 162.308 | AP-PDP-UL | 12.001 | 7,39%  | 1          |
| Enkarterriak 12 apoderados                                 | - Censo: 249.008 - Votantes: 165.159 (66,33 %) - Abstención: 83.849 (33,67 %) - Nulos: 1.918 (1,16 %) - Válidos: 163.241 - Blancos: 928 (0,56 %) - A candidaturas: 162.308 | EE        | 11.120 | 6,85%  | 1          |
| Enkarterriak 12 apoderados                                 | - Censo: 249.008 - Votantes: 165.159 (66,33 %) - Abstención: 83.849 (33,67 %) - Nulos: 1.918 (1,16 %) - Válidos: 163.241 - Blancos: 928 (0,56 %) - A candidaturas: 162.308 | PCE-EPK   | 7.561  | 4,66%  | 0          |
| Enkarterriak 12 apoderados                                 | - Censo: 249.008 - Votantes: 165.159 (66,33 %) - Abstención: 83.849 (33,67 %) - Nulos: 1.918 (1,16 %) - Válidos: 163.241 - Blancos: 928 (0,56 %) - A candidaturas: 162.308 | LC        | 585    | 0,36%  | 0          |
| Uribe 8 apoderados                                         | - Censo: 120.653 - Votantes: 81.263 (67,35 %) - Abstención: 39.390 (32,65 %) - Nulos: 949 (1,17 %) - Válidos: 80.314 - Blancos: 382 (0,47 %) - A candidaturas: 79.932      | EAJ-PNV   | 40.593 | 50,78% | 5          |
| Uribe 8 apoderados                                         | - Censo: 120.653 - Votantes: 81.263 (67,35 %) - Abstención: 39.390 (32,65 %) - Nulos: 949 (1,17 %) - Válidos: 80.314 - Blancos: 382 (0,47 %) - A candidaturas: 79.932      | PSE       | 13.807 | 17,27% | 1          |
| Uribe 8 apoderados                                         | - Censo: 120.653 - Votantes: 81.263 (67,35 %) - Abstención: 39.390 (32,65 %) - Nulos: 949 (1,17 %) - Válidos: 80.314 - Blancos: 382 (0,47 %) - A candidaturas: 79.932      | HB        | 10.444 | 13,07% | 1          |
| Uribe 8 apoderados                                         | - Censo: 120.653 - Votantes: 81.263 (67,35 %) - Abstención: 39.390 (32,65 %) - Nulos: 949 (1,17 %) - Válidos: 80.314 - Blancos: 382 (0,47 %) - A candidaturas: 79.932      | AP-PDP-UL | 8.221  | 10,28% | 1          |
| Uribe 8 apoderados                                         | - Censo: 120.653 - Votantes: 81.263 (67,35 %) - Abstención: 39.390 (32,65 %) - Nulos: 949 (1,17 %) - Válidos: 80.314 - Blancos: 382 (0,47 %) - A candidaturas: 79.932      | EE        | 6.030  | 7,54%  | 0          |
| Uribe 8 apoderados                                         | - Censo: 120.653 - Votantes: 81.263 (67,35 %) - Abstención: 39.390 (32,65 %) - Nulos: 949 (1,17 %) - Válidos: 80.314 - Blancos: 382 (0,47 %) - A candidaturas: 79.932      | PCE-EPK   | 698    | 0,87%  | 0          |
| Uribe 8 apoderados                                         | - Censo: 120.653 - Votantes: 81.263 (67,35 %) - Abstención: 39.390 (32,65 %) - Nulos: 949 (1,17 %) - Válidos: 80.314 - Blancos: 382 (0,47 %) - A candidaturas: 79.932      | LC        | 139    | 0,17%  | 0          |